# Río Shyok

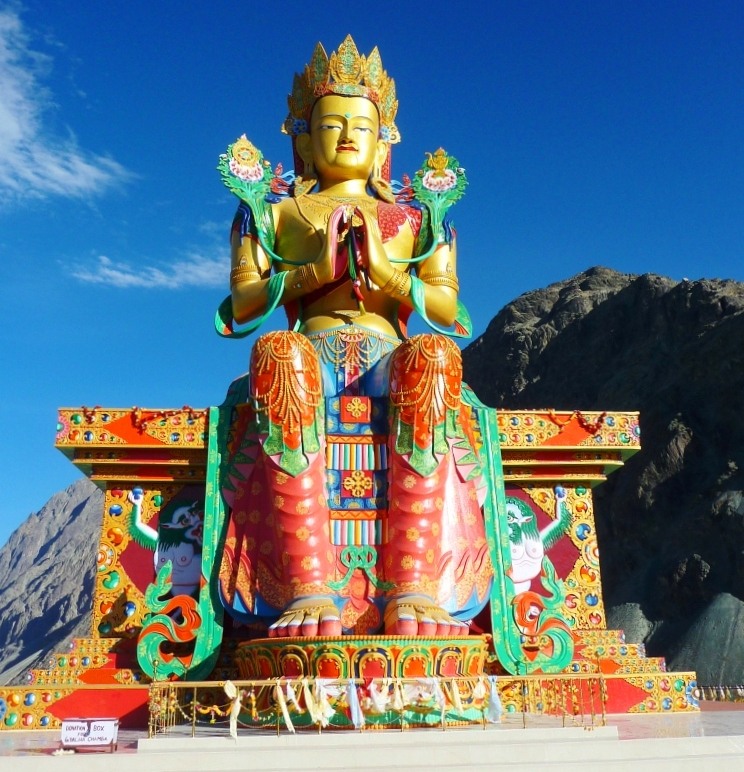
Estatua de 35 m de Maitreya Buddha frente al Shyok, en Pakistán.

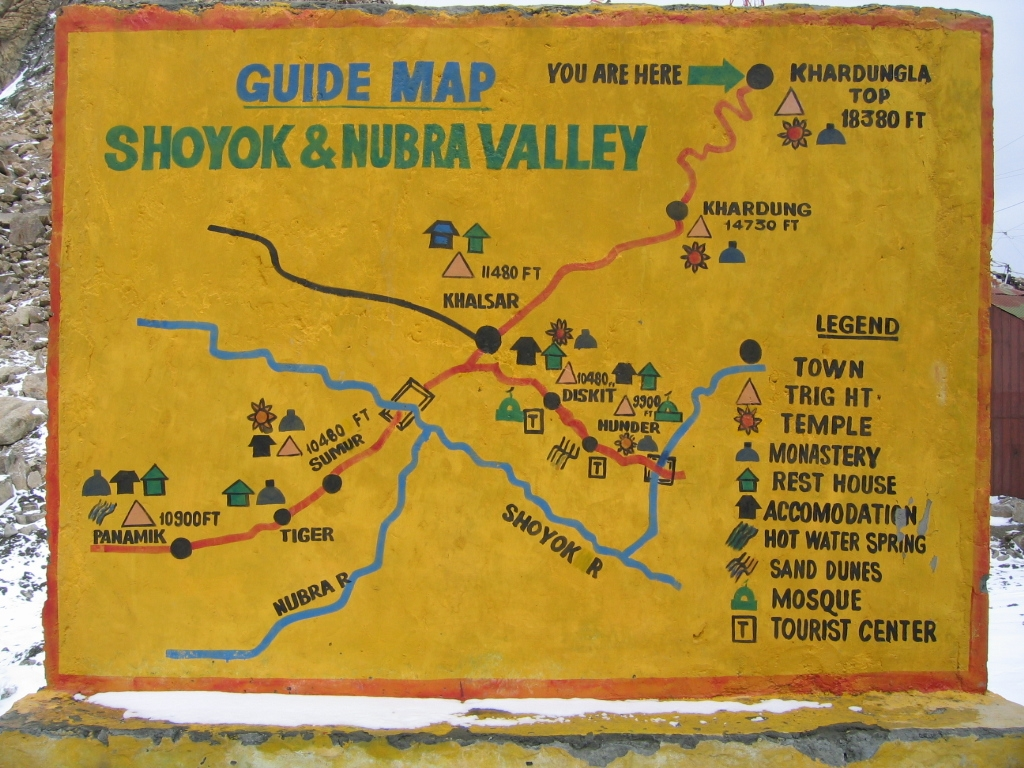
Mapa de la región

El río Shyok (a veces escrito Shayok) es un río asiático que atraviesa el norte de Ladakh, en la India, y las zonas del norte de Pakistán (Distrito Ghangche), en un recorrido de unos 550 kilómetros.
El río Shyok, un afluente del río Indo, nace en el glaciar Rimo, una de las lenguas del glaciar de Siachen. El río se ensancha en la confluencia con el río Nubra. La alineación del río Shyok es muy inusual, discurriendo desde el glaciar Rimo en una dirección sureste y, tras alcanzar la cordillera Pangong, da un giro al noroeste y fluye en paralelo a su trayectoria anterior en sentido contrario. El Shyok fluye en un amplio valle, para de repente entrar en una estrecha garganta después de Chalunka, continuando a través de Turtuk y Tyakshi antes de cruzar a Pakistán. El Shyok se une al Indo en Keris, al este de la ciudad de Skardu.
El río Nubra, asimismo originario del glaciar de Siachen, también se comporta como el Shyok. Antes de Tirit, el río Nubra fluye hacia el SE, dando un giro hacia el noroeste yendo al encuentro del río Shyok. La similitud en los cursos de estos dos importantes ríos, probablemente indica una serie de paleo-fallas de dirección NW-SE que delimitan los cursos superiores de ambos ríos. La importancia de los ríos Indo y Shyok está en la deposición de espesos sedimentos del Cuaternario, un tesoro para los investigadores en geología.

## Valle del Shyok
La región conocida como valle del Shyok es el tramo de valle perteneciente a India, en Ladakh. El valle, como ya se ha mencionado, está cerca del valle de Nubra.
Khardung La, en la cordillera Ladakh se encuentra al norte de Leh y es la puerta de entrada a los valles del Shyok y de Nubra. El glaciar de Siachen se encuentra al final del valle.